# Don't Be Stupid (You Know I Love You)
Don't Be Stupid (You Know I Love You) é uma canção escrita e produzida pela cantora canadense Shania Twain e Robert John "Mutt" Lange para o terceiro álbum de estúdio de Shania Twain de 1997, Come on Over. Foi o segundo single country a ser lançado nos Estados Unidos, mas foi o sétimo a ser lançado para os mercados internacionais.  O single chegou ao número seis tornando-se o sexto sucesso de Twain no Top 10 na parada de singles Hot Country Songs. A canção foi liberada mais tarde como seu último single para os mercados europeu e australiano em 2000. "Don't Be Stupid (You Know I Love You)", que alcançou a posição # 5 no Reino Unido em 2000, foi incluído na primeira compilação dos grandes sucessos de Shania Twain em 2004, Greatest Hits.

## Paradas
| Parada (1997-1998)                          | Posição |
| ------------------------------------------- | ------- |
| Australian ARIA Chart                       | 32      |
| Canadian Singles Chart                      | 12      |
| Canada RPM Country Singles                  | 1       |
| Dutch Singles Chart                         | 19      |
| New Zealand RIANZ Singles Chart             | 42      |
| Swedish Singles Chart                       | 39      |
| UK Singles Chart                            | 5       |
| U.S. Billboard Hot Country Singles & Tracks | 6       |
| U.S. Billboard Hot 100                      | 40      |